# نهائي بطولة الأندية العربية لأبطال الدوري 1989
نهائي بطولة الأندية العربية لأبطال الدوري 1989 هي المباراة النهائية للنسخة السابعة من بطولة كأس العرب للأندية الأبطال وفاز بها الوداد الرياضي المغربي على نادي الهلال السعودي .

## الفرق
| الفريق         | المنطقة      | وصول سابق (الخط الغليظ يشير إلى بطل تلك النسخة) |
| -------------- | ------------ | ----------------------------------------------- |
| الوداد الرياضي | شمال أفريقيا | 0                                               |
| الهلال         | غرب آسيا     | 0                                               |

## المباراة
| الوداد الرياضي | 3–1     | الهلال |
| -------------- | ------- | ------ |
|                | (تقرير) |        |